# Star Trek: La nova generació temporada 1
La primera temporada de la sèrie de ciència-ficció de televisió estatunidenca Star Trek: La nova generació va començar a emetre's en redifusió als Estats Units el 28 de setembre de 1987 i va concloure el 16 de maig de 1988, després de l'emissió de 26 episodis. Ambientada al segle XXIV, la sèrie segueix les aventures de la tripulació de la nau estel·lar de la Flota Estel·lar Enterprise-D. Va ser la primera sèrie de televisió d'imatge real de la franquícia que es va emetre des que Star Trek (sèrie original) es va cancel·lar el 1969, i la primera a comptar amb tots els personatges nous. Paramount Television finalment va demanar l'assessorament del creador de Star Trek, Gene Roddenberry, que es va dedicar a crear el nou programa majoritàriament amb membres de l'antic personal de La sèrie original. Es va buscar un repartiment totalment nou, cosa que preocupava alguns membres de la tripulació de La sèrie original, ja que Roddenberry no va voler tornar a fer les mateixos passos que havia fet a la primera sèrie fins al punt que els coneguts extraterrestres de Star Trek com ara vulcanians, klíngonss i romulans van ser prohibits al principi.
Els personatges de la sèrie van canviar gradualment durant la preproducció, amb ajustos als noms, gèneres i ètnia. Quan el repartiment es va anunciar per primera vegada, LeVar Burton va ser l'actor principal destacat pel seu treball a la minisèrie Roots; el seu personatge, Geordi La Forge, va rebre el nom d'un fan discapacitat. Abans de Star Trek: La nova generació, Burton també havia treballat a la sèrie de Public Broadcasting Service de 1983–2006 Reading Rainbow. Encara que el càsting va ser a càrrec dels productors Rick Berman i Robert H. Justman, Roddenberry va intervenir per canviar els personatges assignats a Marina Sirtis i Denise Crosby. Sirtis es va fer càrrec del paper de Crosby com a Deanna Troi, i Crosby es va convertir en Tasha Yar, que havia estat anomenada Macha Hernandez mentre Sirtis ocupava el paper. Entre bastidors, l'equip de redacció es va tornar caòtic. Eddie Milkis havia renunciat abans del càsting, i Berman prengué el relleu. La insistència de Roddenberry a reescriure els guions i el comportament inusual va alienar alguns membres del personal. La col·laboradora habitual de Star Trek D.C. Fontana va renunciar i va presentar una reclamació al Sindicat de Guionistes dels Estats Units perquè havia estat actuant com a editora de la història però no va rebre el pagament pel paper. Van ser tals els problemes que la sèrie va haver de reclutar escriptors potencials a la meitat de la temporada. Al final de la segona temporada, tot el personal de redacció reclutat durant la primera temporada, excepte Rick Berman, havia renunciat.
Com que la sèrie s'estava llançant directament en redifusió, preocupava que això pogués afectar les qualificacions. "Trobada a Farpoint", el pilot, va rebre una puntuació Nielsen del 15,7 per cent, i després d'una pausa veient les qualificacions de "L'últim destacament" va assolir un mínim de temporada del 8,9 per cent, van augmentar de nou i al final de la primera temporada, s'havia convertit en la sèrie redifosa més popular de la televisió. Tot i que s'esperava molt, les crítiques inicials, a part de "Trobada a Farpoint", eren pobres. El segon episodi, "Moment indefens" va preocupar fans i crítics perquè "La nova generació" tornés a repetir les trames de "La sèrie original" i "Codi d'honor" va ser vist com a racista. La temporada continua atraient crítiques mixtes i negatives, tot i que els episodis "L'adéu final" i "Binaris" sovint han estat elogiats. Va ser nominada a set Premis Emmy, guanyant en maquillatge, disseny de vestuari i edició de so. "L'adéu final" va rebre un Premi Peabody, mentre que el membre del repartiment Wil Wheaton va ser nominat per a un premi als 9ns Premis Youth in Film. La temporada va ser llançada per primera vegada en DVD el 26 de març de 2002, a la Regió 1, i posteriorment va ser llançada a altres regions. Els llançaments de Blu-ray sense regió van arribar el juliol de 2012.

## Producció

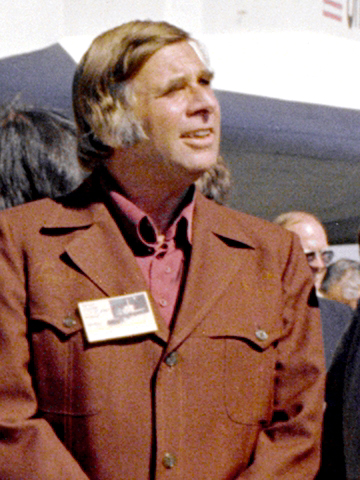
El creador de Star Trek, Gene Roddenberry (a la foto el 1976) va ser contractat per Paramount per crear una nova sèrie de televisió ambientada al mateix univers

Quan la producció de la pel·lícula Star Trek 4: Missió salvar la Terra estava en marxa, els executius de Paramount van començar a treballar en idees per tornar Star Trek a la televisió, contractant l'escriptor/productor Greg Strangis per desenvolupar algunes propostes. Aquesta no era la primera vegada que s'havia considerat això després de l'èxit de Star Trek (sèrie original) en redifusió, s'havia treballat breument a finals dels setanta com a sèrie titulada Star Trek: Phase II entre els intents de crear una pel·lícula basada en La sèrie original. L'episodi pilot de la Fase II, titulat "In Thy Image", fou canviat per convertir-se en la primera pel·lícula de Star Trek, Star Trek: La pel·lícula. Paramount va parlar amb Leonard Nimoy, que encara interpretava Spock a la franquícia de pel·lícules, sobre la nova sèrie. Li van oferir l'oportunitat de produir la nova sèrie, però ell les va rebutjar a causa del compromís de temps.
A continuació, Paramount va intentar consultar el creador de la franquícia Gene Roddenberry. Va rebutjar la idea de dirigir el programa, atès que el temps en què la producció de La sèrie original l'havia distret de la seva família. Però Paramount li va dir que era impossible seguir la nova sèrie d'una altra manera, Roddenberry va començar a fer plans per a la sèrie, amb un nou repartiment, ja que volia evitar reciclar i recrear els mateixos papers que ara es veien a la franquícia de pel·lícules. Encara que no ho havien planificat originalment, Paramount va contractar Roddenberry per supervisar la producció i va acomiadar Strangis. Tanmateix, una de les seves idees va aparèixer a la premissa de La nova generació, que la Federació i els klíngons s'havien convertit en aliats. Roddenberry va fer públicament el primer anunci d'una nova sèrie el 10 d'octubre de 1986.
Alguns protagonistes de La sèrie original i de la franquícia cinematogràfica van afirmar que no els agradava la premissa d'una nova sèrie ambientada en el mateix univers que no els comptava. DeForest Kelley, que va aparèixer al pilot com l'almirall Leonard McCoy, va dir que tot i que entenia que l'estudi volgués mantenir la franquícia més enllà d'ells, va sentir que "només hi ha un Star Trek, i és el nostre". James Doohan, que va interpretar a Montgomery "Scotty" Scott, va dir que Star Trek parlava dels personatges i que amb un nou repartiment l'estudi "estava intentant enganyar al públic, i això és un mal negoci". William Shatner, que va interpretar a James T. Kirk, estava preocupat per la sobreexposició de la franquícia i com una nova sèrie de televisió podria afectar les futures pel·lícules.
Una nota enviada el 24 d'octubre mostrava que Robert H. Justman, un productor associat de La sèrie original, estava treballant amb Roddenberry en nous plans per a una sèrie, que en aquell moment no tenia títol. Van prendre diverses influències de les crítiques de la sèrie anterior a The Worlds of Star Trek de David Gerrold, i van portar a l'escriptor de "El problema dels tribbles" com a guionista. Gerrold va continuar produint la bíblia de la sèrie, tot i que Roddenberry se'n va apropiar del mèrit. Roddenberry també va reunir l'antic productor associat de Star Trek Eddie Milkis, que havia passat a produir sèries com Happy Days. Es van suggerir idees com ara un androide i marines klíngons, cadascun dels quals va arribar a la sèrie final, així com la bes-besnéta de James T. Kirk, que no.
S'hi van incloure idees proposades per a la Fase II, com ara tenir el segon al comandament liderant l'equip visitant, una idea proposada originalment a The Worlds of Star Trek de Gerrold. També es van incorporar conceptes refinats de Star Trek (sèrie animada), com ara la "sala de recreació", convertint-se en l'holocoberta. Roddenberry també va insistir que els errors tecnològics no haurien de ser un dispositiu de trama utilitzat habitualment. La nova versió de la nau Enterprise es va designar inicialment NCC-1701-7, però seguint el patró de numeració establert a Missió salvar la Terra, es va convertir en NCC-1701-G. Roddenberry també va insistir que la nova sèrie evita les reaparició de races alienígenes ben conegudes de La sèrie original, específicament prohibint els romulans, vulcanians i els majoria dels klíngons. Aquests plans no van durar, i els klíngons van ser centrals a la trama de "Desig de glòria", un vulcanià que apareix a "Fer-se gran", i els romulans fent la seva primera aparició al final de temporada, "La zona neutral".

### Tripulació
Se'ls va unir Robert Lewin com a productor d'escriptors, basat en una recomanació de Justman que havia treballat amb ell anteriorment. Lewin va ser la primera persona involucrada en la sèrie que no tenia antecedents treballant en la franquícia. D. C. Fontana, que havia estat originalment la secretària de Roddenberry mentre treballava a La sèrie original i es va convertir en l'editor de la història del programa, també va ser incorporada al personal de La nova generació. També va ser l'editora de la història de la nova sèrie, però va buscar un crèdit de productor associat promès. El personal no guionista que va ser portat de treballar en la franquícia de pel·lícules incloïa Rick Sternbach i Andrew Probert, així com Michael Okuda que va ser contractat com a artista escènic. Roddenberry va contractar el dissenyador de vestuari William Ware Theiss, que havia dissenyat el vestuari de La sèrie original, mentre que Milkis i Justman van reclutar el director d'art Herman Zimmerman. Rick Berman es va unir a l'equip com a enllaç entre l'equip de Roddenberry i Paramount Television.
Roddenberry va demostrar ser un negociador dur a l'hora de contractar personal. Quan va fer les seves primeres ofertes per reclutar a Gerrold i Fontana, tots estaven per sota dels salaris mínims designats pel Sindicat de Guionistes dels Estats Units (WGA). Després que Fontana va continuar oposant-se a les tarifes ofertes que eren inferiors a les que dictaven les tarifes de la WGA, Roddenberry va portar el seu advocat personal, Leonard Maizlish, per argumentar el seu cas. Gerrold va trobar que la influència de Maizlish va canviar Roddenberry, i Gerrold va començar a ser considerat deslleial per Roddenberry quan no estava d'acord amb ell. Fontana va redactar el guió de l'episodi pilot, "Trobada a Farpoint", mentre que Gerrold i un altre membre de la sèrie original, John D.F. Black, també va elaborar scripts propis.
Basant-se en el guió pilot en aquell moment i en la bíblia de Gerrold i Roddenberry, l'equip de disseny va començar a elaborar plans per a escenografies i accessoris. Després de veure els decorats de la sèrie de pel·lícules, van decidir que havien de construir un nou pont per a la nova "Enterprise" per complir amb el proclamat ideal de "tecnologia sense cadena" de Roddenberry. Probert, que havia treballat en el disseny de Phase II i La pel·lícula, va basar el disseny exterior de l' Enterprise en un disseny abandonat que havia creat en aquell moment. Es van utilitzar alguns dels decorats de pel·lícules, ja que el pont de la pel·lícula es va tornar a vestir per aparèixer com el pont de batalla, i es va tornar a vestir moltes vegades al llarg de La nova generació per representar diversos ponts.
El primer canvi de personal es va produir a principis de 1987, quan Milkis va abandonar la producció. Havia signat un contracte d'un any, però va decidir prioritzar altres compromisos. Berman va ser reclutat per substituir-lo, acceptant la nova posició en lloc de ser l'enllaç de l'estudi. Milkis va dir més tard que va ser una transició perfecta a causa del nivell de coneixement que Berman havia adquirit sobre la producció. Fontana i Roddenberry van tenir una baralla per la posició de productora associada, que finalment va guanyar. La relació entre els dos es va fer tan tensa que va gravar totes les reunions amb ell, i va sortir després dels primers dos episodis. El seu treball a "Moment indefens" va ser atribuït al pseudònim J. Michael Bingham. Va presentar una reclamació al Sindicat de Guionistes que també havia treballat com a editora d'històries a la sèrie, però que no li van pagar mai, que es va resoldre de manera amistosa amb Paramount. Mentrestant, Maizlish va començar a treballar de manera eficaç com a editor d'històries, mentre que les reunions de producció sovint feien que Roddenberry es desentengués sobre diversos problemes. Altres escriptors i productors, inclosos Herbert Wright i Maurice Hurley, es van unir a l'equip.
Justman va marxar després de la meitat de la primera temporada, explicant més tard: "Havia aconseguit el que volia aconseguir. Star Trek no va ser una casualitat." No van ser les úniques sortides, ja que el nombre d'empleats que van sortir de la producció cada cop més caòtica va començar a ser llegendària a la WGA. A mitja temporada el programa tenia dificultats per reclutar escriptors, ja que hi havia rumors sobre com s'havia fet de difícil treballar amb Roddenberry. Sovint va reescriure els guions, inserint matisos sexuals, mentre culpava els escriptors originals dels problemes amb les parts que havia inserit. Els seus companys productors van culpar els problemes i les inconsistències al seu consum d'alcohol, tot i que la seva escriptura s'havia aturat gairebé en dos terços de la primera temporada. Gerrold va marxar després de la finalització de la primera temporada,  va decidir no renovar el seu contracte a causa de problemes amb el guió d'un episodi no filmat anomenat "Blood and Fire" i la seva relació amb Roddenberry i Maizlish . L'escriptor principal Lewin també va deixar l'equip al final de la temporada. De tot el personal de redacció que va treballar al programa durant la primera temporada, només Rick Berman va romandre després de la segona temporada.

### Càsting
El 10 de desembre de 1986 es va llançar una crida de càsting inicial a les agències de talent per a vuit membres principals del repartiment. Aquests presentaven diverses diferències menors en els noms eventuals, com ara el capità Julien Picard, William Ryker i Leslie Crusher (una noia de 15 anys). També comptava amb el cap de seguretat, Macha Hernández. El capità va rebre el sobrenom de "Luke", i tant el seu nom com el de Ryker van adoptar les seves formes més familiars en algun moment entre les dues versions de la guia de l'escriptor el febrer i el març de 1987. Leslie Crusher va ser considerada com un noi anomenat Wesley abans del càsting; el canvi de gènere es va fer més tard permanent. Geordi La Forge va rebre el nom d'un fan tetraplègic anomenat George La Forge que havia mort l'any 1975, mentre que Macha va evolucionar amb el temps per convertir-se finalment en Tasha Yar.
El càsting preliminar va començar el març de 1987, i Justman i Berman s'encarregaren del procés. Al maig, es van anunciar els actors que havien de rebre facturació d'estrella. En la nota de premsa inicial només es parlava de tres actors; principalment LeVar Burton com La Forge, a causa de les aparicions de l'actor a la mini-sèrie Roots. També s'incloïen en aquest comunicat els anuncis de Patrick Stewart, membre de la Royal Shakespeare Company com a capità Picard, i de Jonathan Frakes, que sortia a la minisèrie North and South. Marina Sirtis i Denise Crosby van ser elegides com Masha Hernandez i Deanna Troi respectivament, però Roddenberry va decidir canviar els papers, moment en què Hernández es va convertir en Yar.

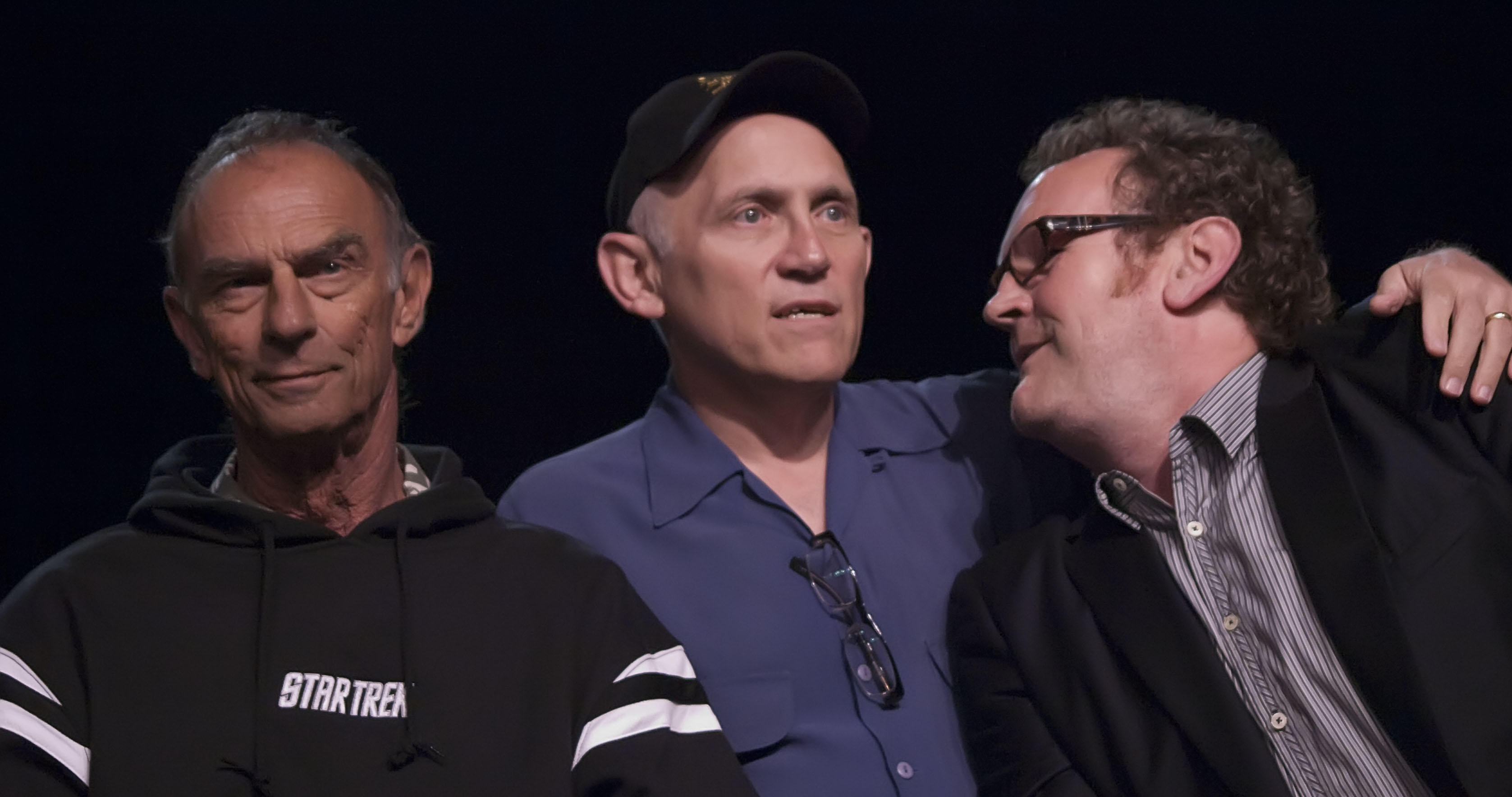
Marc Alaimo, Armin Shimerman, and Colm Meaney (a la foto d'esquerra a dreta) van fer aparicions a la primera temporada de la nova generacio, i van aparèixer a Deep Space Nine.

La resta del repartiment incloïa Brent Spiner com a androide Data, Gates McFadden com a Doctora Beverly Crusher, Wil Wheaton com el fill de Beverly, Wesley Crusher. Fora del repartiment principal, Michael Dorn va fer una audició amb èxit per interpretar el tinent (j.g) Worf. Originalment s'havia previst que Dorn aparegués en set dels primers tretze episodis, però després d'aparèixer al pilot es va decidir ampliar el paper i afegir-lo al repartiment principal. Altres actors convidats que van fer les seves primeres aparicions durant la primera temporada van ser John de Lancie com a Q i Eric Menyuk com a Viatger. Majel Barrett, que abans havia aparegut com a infermera Christine Chapel al Star Trek original, va fer la seva primera aparició com a Lwaxana Troi durant la primera temporada i va donar veu a l'ordinador Enterprise durant tot el temps.
Alguns futurs actors de Star Trek: Deep Space Nine també van aparèixer a la primera temporada de La nova generació, encara que no en papers en els quals van aparèixer més tard. Aquests foren Armin Shimerman com a caixa de noces a "Refugi" i com a Letek a "L'últim destacament" (més tard va aparèixer com un altre ferengi abans d'obtenir el paper principal de Quark a Deep Space Nine). Marc Alaimo va aparèixer com a anticà a "Sol entre nosaltres", abans d'aparèixer amb un maquillatge diferent com el capità romulà Tebok al final de la primera temporada "La zona neutral"; més tard va aparèixer com el cardassià Gul Macet a l'episodi de la quarta temporada "La ferida" i més tard va ser elegit com el personatge recurrent de Gul Dukat a Deep Space Nine. Colm Meaney va aparèixer com a alferes de pont en dos episodis durant la temporada, després es va establir com a cap Miles O'Brien a la segona temporada, i es va convertir en un membre principal del repartiment de Deep Space Nine. Crosby va decidir abandonar la sèrie durant la primera temporada, a causa del poc desenvolupament del seu personatge, Tasha Yar. Més tard va dir sobre la situació en una entrevista al lloc web oficial de Star Trek: "Estava trista. No podia esperar per sortir d'aquell programa. M'estava morint." Roddenberry va acceptar la seva petició de marxar i va tornar a l'episodi de la tercera temporada  "L'Enterprise del passat". Un altre canvi al repartiment, aquesta vegada després del final de la primera temporada, va ser l'acomiadament de McFadden, que interpretava a la Dra. Crusher. Més tard, això es va atribuir a les accions d'Hurley i un cop va deixar la tripulació, ella va tornar al paper a l'inici de la tercera temporada.

## Recepció

### Valoracions

Les xifres de la primera temporada de Star Trek: La nova generació

Star Trek: La nova generació es va llançar a la redifusió, el que significa que es va allotjar en diverses cadenes de televisió sense passar per una cadena de radiodifusió. At the time this was relatively unheard of, tot i que La sèrie original havia tingut èxit després del llançament a la redifusió després d'una emissió inicial a NBC. Abans de la primera emissió del pilot, "Trobada a Farpoint", l'espectacle s'havia venut a 171 mercats. En aquell moment preocupava que tal mètode de  transmissió afectaria negativament les qualificacions rebudes per la sèrie, però Justman suggeria que la recompensa valdria la pena a causa de la manca d'interferències d'una cadena potencial.
"Trobada a Farpoint" va rebre una puntuació Nielsen del 15,7%, i se li va atorgar un compromís per a 24 episodis més d'una hora després de l'emissió. El pilot va ser l'episodi més ben valorat de la primera temporada; l'episodi amb menys puntuació de la primera temporada va ser "L'últim destacament", el quart episodi emès, que va rebre una puntuació del 8,9 per cent. Tres episodis més tard, es va emetre "Justícia", que va rebre una puntuació del 12,7 per cent, la més alta de la temporada a part del pilot. Entre el 6 de setembre i el 3 de gener, el programa només va ser superat a les puntuacions Nielsen per Wheel of Fortune i Jeopardy!  per als espectacles llançats directament a la redifusió, i es va convertir en la sèrie redifosa més ben valorada al final de la primera temporada, la qual cosa va provocar que diverses altres sèries fossin llançades directament a la redifusió.

### Ressenyes
Tot i que va ser molt esperada, quan la sèrie es va emetre inicialment, la resposta va ser tèbia per part dels fans i crítics. John J. O'Connor va ressenyar el primer episodi de The New York Times, i simplement esperava que l'acció i el ritme augmentarien en els episodis emesos després del pilot. Altres crítics de "Trobada a Farpoint" van ser més positius; Don Merrill, escrivint per a TV Guide, va dir que el programa era un "digne successor de l'original". Jill L. Lanford per a The Herald Journal va dir que era una resurrecció d'una "llegenda" i que recordava els episodis de La sèrie original "L'arena" i "El senyor de Gothos". Va afegir que era el "vehicle perfecte per presentar la tripulació" i un "inici perfecte". També hi va haver algunes crítiques inicials al càsting, amb Tom Shales de The Washington Post dient que Patrick Stewart era un " una manivela calba ombrívola que faria un millor vilà", i Jonathan Frakes "era remilgat". Mark Jones i Lance Parkin, al seu llibre Beyond the Final Frontier : An Unauthorised Review of Star Trek, van dir que la primera temporada "sovint semblava un incòmode intent políticament correcte de recrear un dels els espectacles políticament menys correctes dels anys seixanta."
Si bé els crítics van aprovar certs elements del programa com el disseny del nou Enterprise, els primers episodis posteriors al pilot van ser rebuts negativament. "Moment indefens", el segon episodi de la temporada, es va basar en l'episodi de la sèrie original "El temps despullat". Això va fer que alguns fans i antics escriptors de Star Trek es preocupessin que la sèrie continués "refregint" trames antigues. "Codi d'honor" s'ha vist en retrospectiva com a racista, Stewart va dir  més tard que el repartiment i la tripulació estaven avergonyits per això. Mark A. Altman va considerar que durant la primera temporada La nova generació va ser una oportunitat perduda per abordar temes rellevants per a la vida moderna, cosa que La sèrie original havia fet amb èxit als anys seixanta. Va qualificar alguns episodis de "gastats" i va suggerir que els elements eren repeticions directes de trames anteriors amb només alguns noms i escenaris canviats. Marina Sirtis va comentar mentre promocionava Star Trek: Nemesis que al principi "ens odiaven profundament".
En ressenyar la sèrie com a part del llançament en DVD el 2002, Marc Bernardin per a Entertainment Weekly va dir de la primera temporada, que era "gairebé difícil de creure ... fins a quin punt era dolenta" . Va pensar que la primera temporada era massa semblant al final de la sèrie original "cursi", però va dir que "va tenir èxit on calia: va presentar als espectadors els personatges que portarien la torxa durant sis temporades més", i li va donar una puntuació de B+.El crític de Tor.com Keith DeCandido va ser menys positiu, sentint que s'havia "guanyat" la seva reputació com la més pobre de les set temporades de La nova generació perquè "els episodis eren desiguals, mal traçats, guionats de manera inepta i interpretats per actors que encara estaven intentant esbrinar els seus personatges". Li va donar una puntuació de 5 sobre 10. El lloc web Rotten Tomatoes de l'agregador de ressenyes ha donat a la temporada una puntuació del 80% "fresca".

### Reconeixements

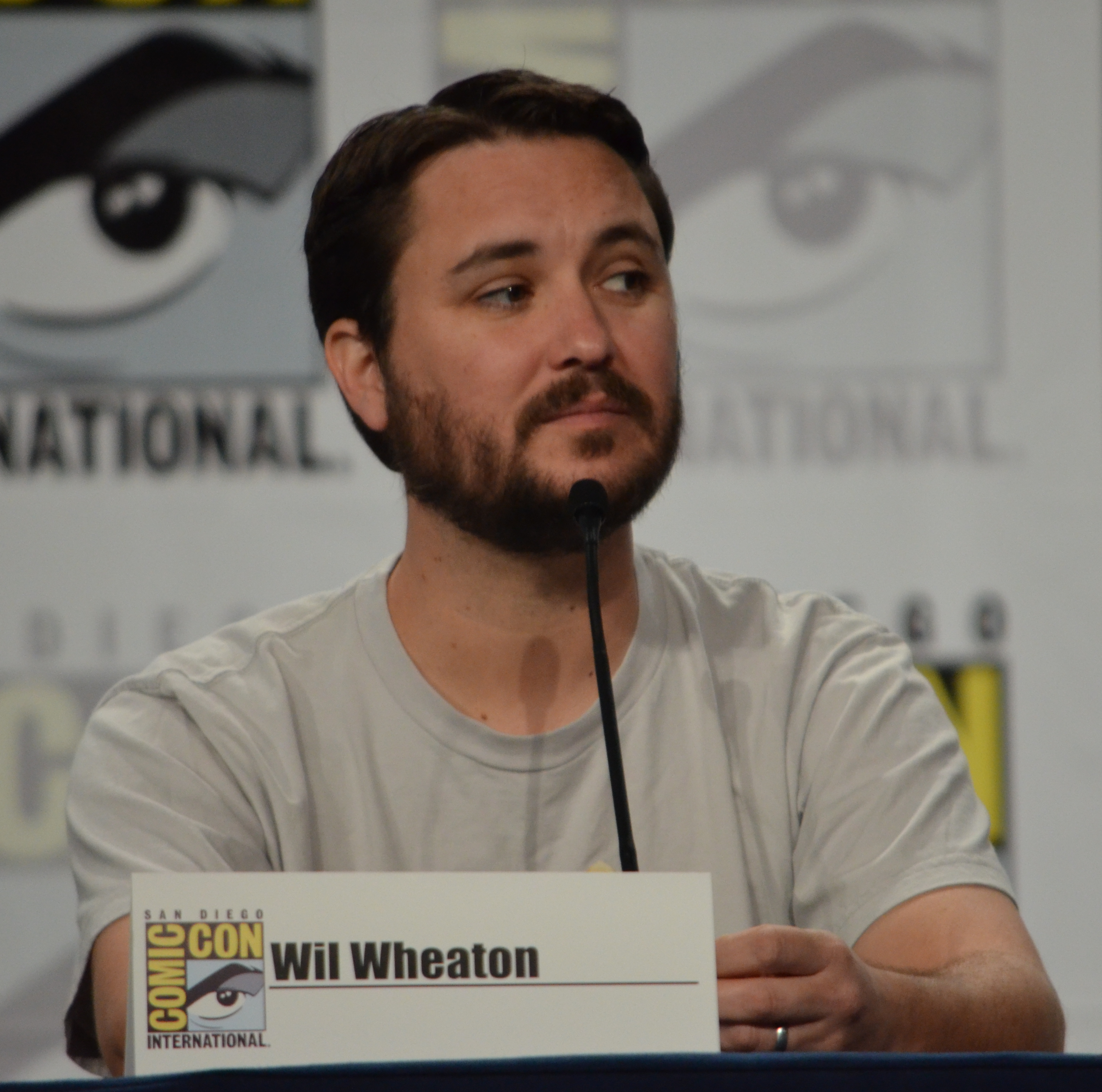
Wil Wheaton va ser l'únic actor individual durant la primera temporada que va ser nominat per a un premi.

Star Trek: la nova generació va rebre set nominacions als 40ns Premis Primetime Emmy. Chris Haire, Doug Davey, Jerry Clemans i Alan Bernard van ser nominats per a "Mescla de so excepcional per a una sèrie dramàtica" pel treball a l'episodi "Allà on no ha estat mai ningú". Edward R. Brown va ser nominat a "Cinematografia destacada per a una sèrie" per "L'adéu final".
Els equips de maquillatge del programa van ser nominats per a dos episodis per "Maquillatge d'èxit excepcional per a una sèrie", pels episodis "Fer-se gran" i "Conspiracy", guanyant el premi pel segon episodi. William Ware Theiss va guanyar el premi "Disseny de vestuari excepcional per a una sèrie" per "L'últim adéu", mentre que l'equip que treballava a "Binaris" va guanyar l'Emmy per "Edició de so excepcional per a una sèrie".
"L'adéu final" també va guanyar un Premi Peabody. L'episodi d'estrena de la sèrie, "Trobada a Farpoint" va ser nominat a "Millor presentació dramàtica" als Premis Hugo de 1988. Wil Wheaton va ser nominat com a "Millor actor jove protagonista d'una sèrie dramàtica de televisió" als 9ns Premis Youth in Film per la seva interpretació de Wesley Crusher.

## Repartiment

### Repartiment principal
- Patrick Stewart com a Capità Jean-Luc Picard
- Jonathan Frakes com a Comandant William Riker
- LeVar Burton com a Tt. (j.g.) Geordi La Forge
- Denise Crosby com a Tt. Tasha Yar
- Michael Dorn com a Tt. (j.g.) Worf
- Gates McFadden com a Dra. (Cmdr.) Beverly Crusher
- Marina Sirtis com a Consellera (Tt. Cmdr.) Deanna Troi
- Brent Spiner com a Tt. Cmdr. Data
- Wil Wheaton com a Wesley Crusher (posteriorment va fer d'alferes interí a l'episodi "Allà on no ha estat mai ningú")

### Repartiment recurrent
- John de Lancie com a Q (2 episodis)
- Colm Meaney com a Alferes pilot/Oficial de seguretat (2 episodes)
- Armin Shimerman com a Letek (1 episodi) i Caixa de Regal Betazoide (1 episodi)
- Biff Yeager com a Tt. Cmdr. Argyle (2 episodis)
- Ward Costello com a Contralmirall Gregory Quinn (2 episodis)
- Robert Schenkkan com a Tt. Cmdr. Dexter Remmick (2 episodis)
- Majel Barrett com a Lwaxana Troi (1 episodi)
- Carel Struycken com a Sr. Homn (1 episodi)
- Eric Menyuk com a Viatjant (1 episodi)

## Doblatge al català
La sèrie va ser doblada al català pels estudis Tramontana (primera part) i Soundtrack (segona part) i emesa a TV3 l’any 1991. Els dobladors de la temporada foren:
| Personatge       | Actor/actriu    | Veu en català   |
| ---------------- | --------------- | --------------- |
| Jean-Luc Picard  | Patrick Stewart | Joan Crosas     |
| William Riker    | Jonathan Frakes | Antoni Forteza  |
| Data             | Brent Spinner   | Joaquim Sota    |
| Geordi La Forge  | LeVar Burton    | Aleix Estadella |
| Worf             | Michael Dorn    | Enric Arquimbau |
| Beverly Crusher  | Gates McFadden  | Pilar Rubiella  |
| Deanna Troi      | Marina Sirtis   | Alicia Laorden  |
| Tasha Yar        | Denise Crosby   | Teresa Manresa  |
| Wesley Crusher   | Will Wheaton    | Roger Pera      |
| Q                | John de Lancie  | Carles Sales    |
| Oficial del pont | Colm Meaney     | Manel Català    |

## Episodis
A la taula següent, els episodis s'enumeren per l'ordre en què es van emetre i és possible que no corresponguin necessàriament als seus codis de producció.
| Núm. total | Núm. de la temporada | Títol                                                        | Direcció          | Guió                                                                                     | Data d'emissió original | Codi de prod. | Nielsen rating |
| --- | -------------------- | ------------------------------------------------------------ | ----------------- | ---------------------------------------------------------------------------------------- | ----------------------- | ------------- | -------------- |
| 12 | 12                   | «Trobada a Farpoint Encounter at Farpoint»                   | Corey Allen       | D. C. Fontana & Gene Roddenberry                                                         | 28 de setembre de 1987  | 101 102       | 15.7           |
| La nova nau espacial Enterprise comença el seu viatge inaugural descobrint els misteris d'una estació espacial avançada. La missió de la tripulació està amenaçada per un omnipotent anomenat Q, que els jutja pels crims de tota la humanitat. - Originalment es mostra com una pel·lícula pilot de dues hores, però en redifusió es mostra com a 2 episodis separats |                      |                                                              |                   |                                                                                          |                         |               |                |
| 3 | 3                    | «Moment indefens The Naked Now»                              | Paul Lynch        | Història de : John D. F. Black i D. C. Fontana Guió de : D. C. Fontana                   | 5 d'octubre de 1987     | 103           | 11.5           |
| La tripulació de l' Enterprise troba morta la tripulació d'un vaixell científic. Aviat cauen presa d'un contaminant misteriós i transmissible que fa que la tripulació experimenti símptomes similars a la intoxicació per alcohol, amenaçant la vida de tots a bord del vaixell.                                                                                      |                      |                                                              |                   |                                                                                          |                         |               |                |
| 4 | 4                    | «Codi d'honor Code of Honor»                                 | Russ Mayberry     | Katharyn Powers & Michael Baron                                                          | 12 d'octubre de 1987    | 104           | 9.5            |
| La tinent Yar és segrestada pel líder d'un poble que compleix un estricte codi d'honor, que requereix la seva participació en una lluita a mort. |                      |                                                              |                   |                                                                                          |                         |               |                |
| 5 | 5                    | «L'últim destacament The Last Outpost»                       | Richard Colla     | Història de : Richard Krzmeien Guió de : Herbert Wright                                  | 19 d'octubre de 1987    | 107           | 8.9            |
| Una força desconeguda immobilitza l' Enterprise durant la primera trobada de la Federació amb una nova amenaça alienígena: els Ferengi. |                      |                                                              |                   |                                                                                          |                         |               |                |
| 6 | 6                    | «Allà on no ha estat mai ningú Where No One Has Gone Before» | Rob Bowman        | Diane Duane & Michael Reaves                                                             | 26 d'octubre de 1987    | 106           | 10.5           |
| Proves d'eficiència del motor de curvatura envien l' Enterprise a viatjar molt més enllà de l'espai conegut, on la imaginació de la tripulació pren forma real. Primera aparició d'Eric Menyuk com a El viatger. |                      |                                                              |                   |                                                                                          |                         |               |                |
| 7 | 7                    | «Sol entre nosaltres Lonely Among Us»                        | Cliff Bole        | Història de : Michael Halperin Guió de : D. C. Fontana                                   | 2 de novembre de 1987   | 108           | 12.1           |
| Una entitat alienígena posseeix la Dra Crusher, Worf i Picard mentre l' Enterprise està transportant delegats de dos planetes enfrontats. |                      |                                                              |                   |                                                                                          |                         |               |                |
| 8 | 8                    | «Justícia Justice»                                           | James L. Conway   | Història de : John D. F. Black & Worley Thorne Guió de : Worley Thorne                   | 9 de novembre de 1987   | 109           | 12.7           |
| Wesley trenca la llei trivial d'un món idíl·lic trepitjant flors per accident i s'enfronta a una condemna a mort. |                      |                                                              |                   |                                                                                          |                         |               |                |
| 9 | 9                    | «La batalla The Battle»                                      | Rob Bowman        | Història de : Larry Forrester Guió de : Herbert Wright                                   | 16 de novembre de 1987  | 110           | 10.5           |
| Un capità ferengi torna l' astrònom abandonat al seu antic capità, Jean-Luc Picard. Picard, que pateix forts mals de cap, comença a reviure la "Batalla de Maxia" en la qual va perdre la nau. |                      |                                                              |                   |                                                                                          |                         |               |                |
| 10 | 10                   | «El joc d'en Q Hide and Q»                                   | Cliff Bole        | Història de : Maurice Hurley Guió de : Maurice Hurley & Gene Roddenberry                 | 23 de novembre de 1987  | 111           | 11.0           |
| Q torna a l' Enterprise per temptar el Comandant Riker a unir-se al Continuum Q amb l'atractiu dels poders de Q. |                      |                                                              |                   |                                                                                          |                         |               |                |
| 11 | 11                   | «Refugi Haven»                                               | Richard Compton   | Història de : Tracy Tormé & Lan O'Kun Guió de : Tracy Tormé                              | 30 de novembre de 1987  | 105           | 10.3           |
| Lwaxana Troi visita la seva filla, Conseller Troi, i la prepara per a un matrimoni concertat. |                      |                                                              |                   |                                                                                          |                         |               |                |
| 12 | 12                   | «L'adéu final The Big Goodbye»                               | Joseph L. Scanlan | Tracy Tormé                                                                              | 11 de gener de 1988     | 113           | 11.5           |
| Un mal funcionament de l'ordinador atrapa Picard, Data i la Dra. Crusher en un programa de l'holocoberta Dixon Hill establert a principis del segle XX a la Terra. |                      |                                                              |                   |                                                                                          |                         |               |                |
| 13 | 13                   | «Datalore»                                                   | Rob Bowman        | Història de : Robert Lewin & Maurice Hurley Guió de : Robert Lewin & Gene Roddenberry    | 18 de gener de 1988     | 114           | 10.3           |
| La tripulació de l' Enterprise troba un androide desmuntat idèntic a Data al lloc de la colònia Omicron Theta, on es va trobar Data, que va ser destruït per una forma de vida anomenada "l'Esitat cristal·lina". L'androide reassemblat, Lore, porta l'Entitat Cristalina a l' Enterprise.                                                                            |                      |                                                              |                   |                                                                                          |                         |               |                |
| 14 | 14                   | «L'Àngel Angel One»                                          | Michael Rhodes    | Patrick Barry                                                                            | 25 de gener de 1988     | 115           | 11.4           |
| L' Enterprise visita un món dominat per dones per rescatar els supervivents d'una nau de càrrega abatuda. |                      |                                                              |                   |                                                                                          |                         |               |                |
| 15 | 15                   | «Binaris 11001001»                                           | Paul Lynch        | Maurice Hurley & Robert Lewin                                                            | 1 de febrer de 1988     | 116           | 10.7           |
| Els binaris actualitzen els ordinadors de l' Enterprise a la coberta espacial. Riker i Picard es distreuen amb un personatge de l'holocoberta sorprenentment realista. |                      |                                                              |                   |                                                                                          |                         |               |                |
| 16 | 16                   | «Una època massa curta Too Short a Season»                   | Rob Bowman        | Història de : Michael Michaelian Guió de : Michael Michaelian & D. C. Fontana            | 8 de febrer de 1988     | 112           | 10.9           |
| L' Enterprise transporta un llegendari almirall ancià que ha de negociar una vegada més una situació d'ostatges que implica un home de dècades abans de la seva carrera. L'almirall, però, s'està fent misteriosament més jove com més avança la seva missió. |                      |                                                              |                   |                                                                                          |                         |               |                |
| 17 | 17                   | «Quan es trenca la branca When the Bough Breaks»             | Kim Manners       | Hannah Louise Shearer                                                                    | 15 de febrer de 1988    | 118           | 10.2           |
| Un planeta que abans només existia a les llegendes es descobreix i demana ajuda a l' Enterprise. Els habitants del planeta són estèrils i volen adoptar nens de l' Enterprise—per la força, si cal. |                      |                                                              |                   |                                                                                          |                         |               |                |
| 18 | 18                   | «La Mare Terra Home Soil»                                    | Corey Allen       | Història de : Karl Geurs & Ralph Sanchez and Robert Sabaroff Guió de : Robert Sabaroff   | 22 de febrer de 1988    | 117           | 9.0            |
| La tripulació de l' Enterprise descobreix una forma de vida cristal·lina amb una intel·ligència assassina que ha estat matant científics en un projecte de terraformació. |                      |                                                              |                   |                                                                                          |                         |               |                |
| 19 | 19                   | «Fer-se gran Coming of Age»                                  | Mike Vejar        | Sandy Fries                                                                              | 14 de març de 1988      | 119           | 10.1           |
| Mentre Wesley fa un examen d'accés a l'Acadèmia de la Flota Estel·lar, el personal superior de l' Enterprise és investigat per la Flota Estel·lar. |                      |                                                              |                   |                                                                                          |                         |               |                |
| 20 | 20                   | «Desig de glòria Heart of Glory»                             | Rob Bowman        | Història de : Maurice Hurley and Herbert Wright & D. C. Fontana Guió de : Maurice Hurley | 21 de març de 1988      | 120           | 10.7           |
| Els klíngons fugitius busquen un intent de batalla per segrestar l' Enterprise, i demanen a Worf que s'uneixi a ells. |                      |                                                              |                   |                                                                                          |                         |               |                |
| 21 | 21                   | «L'arsenal de la llibertat The Arsenal of Freedom»           | Les Landau        | Història de : Maurice Hurley & Robert Lewin Guió de : Richard Manning & Hans Beimler     | 11 d'abril de 1988      | 121           | 10.4           |
| Atrapat a la superfície d'un planeta abandonat, un equip fora de casa esdevé participant inconscient de la demostració d'un sistema d'armes avançat. |                      |                                                              |                   |                                                                                          |                         |               |                |
| 22 | 22                   | «Simbiosi Symbiosis»                                         | Win Phelps        | Història de : Robert Lewin Guió de : Robert Lewin and Richard Manning & Hans Beimler     | 18 d'abril de 1988      | 123           | 10.8           |
| Picard intenta mediar una disputa comercial entre dos planetes veïns, un dels quals és l'únic proveïdor d'un medicament per tractar la malaltia aparentment mortal de l'altre. |                      |                                                              |                   |                                                                                          |                         |               |                |
| 23 | 23                   | «Pell de diable Skin of Evil»                                | Joseph L. Scanlan | Història de : Joseph Stefano Guió de : Joseph Stefano & Hannah Louise Shearer            | 25 d'abril de 1988      | 122           | 9.7            |
| Una criatura malvada, semblant al quitrà, manté a Troi com a ostatge en un món alienígena. Durant la missió de rescat, un dels oficials de l' Enterprise és assassinat. |                      |                                                              |                   |                                                                                          |                         |               |                |
| 24 | 24                   | «Sempre ens quedarà París We'll Always Have Paris»           | Robert Becker     | Deborah Dean Davis & Hannah Louise Shearer                                               | 2 de maig de 1988       | 124           | 9.7            |
| Picard es troba amb un antic amor, el marit de la qual ha estat afectat per un accident que implica un experiment dimensional. |                      |                                                              |                   |                                                                                          |                         |               |                |
| 25 | 25                   | «Conspiració Conspiracy»                                     | Cliff Bole        | Història de : Robert Sabaroff Guió de : Tracy Tormé                                      | 9 de maig de 1988       | 125           | 9.4            |
| L'estrany comportament dels oficials d'alt rang —que anteriorment va provocar la investigació de la tripulació (a "Fer-se gran")—porta a Picard a descobrir un conspiració dins de la Flota Estel·lar. |                      |                                                              |                   |                                                                                          |                         |               |                |
| 26 | 26                   | «La zona neutral The Neutral Zone»                           | James L. Conway   | Història de : Deborah McIntyre & Mona Clee Guió de : Maurice Hurley                      | 16 de maig de 1988      | 126           | 10.2           |
| S'ha trobat un satèl·lit abandonat que conté humanscriònicament congelats del segle XXI mentre l' Enterprise s'envia per investigar la destrucció dels llocs avançats prop de l'espai romulà. |                      |                                                              |                   |                                                                                          |                         |               |                |

1. ↑  Acreditat com a J. Michael Bingham
2. ↑  Acreditat com a Ralph Wills
3. ↑  Acreditat com a C.J. Holland

## Estrena en mitjans casolans
Els episodis de la primera temporada de La nova generació s'havien publicat individualment i per parelles abans de ser llançats com una caixa de tota la temporada. Aquest primer llançament va sortir en DVD, però després d'un treball posterior per actualitzar els llançaments a vídeo d'alta definició i al disc Blu-ray, "Trobada a Farpoint " va ser un dels episodis inclosos en un disc de previsualització llançat el gener de 2012. El va seguir un llançament de temporada completa en Blu-ray sense regió a finals de juliol.
| Star Trek: La nova generació – Temporada 1 | | | |
| Detalls | Detalls | Continguts especials | Continguts especials |
| - 26 episodis - Conjunt de 6 discos - Relació d'aspecte 1,33:1 - Subtítols: danès, alemany, anglès, espanyol, francès, italià, holandès, noruec, suec, anglès per a persones amb discapacitat auditiva - Anglès (Dolby Digital 5.1 Surround), alemany, espanyol, francès i italià (Dolby Digital 2.0 Surround) | - 26 episodis - Conjunt de 6 discos - Relació d'aspecte 1,33:1 - Subtítols: danès, alemany, anglès, espanyol, francès, italià, holandès, noruec, suec, anglès per a persones amb discapacitat auditiva - Anglès (Dolby Digital 5.1 Surround), alemany, espanyol, francès i italià (Dolby Digital 2.0 Surround) | DVD i Blu-ray - Visió general de la missió: primer any - Anàlisi de la tripulació seleccionada: primer any - Informació Departamental: Primer any: Producció - Informació departamental: Primer any: Missions memorables - Documental en tres parts: Inception, Launch, The Continuing Mission Només Blu-ray - Energized! portant la propera generació al següent nivell - Arxius de Star Trek: la nova generació: The Launch - Introducció a la sèrie (1987) - Stardate Revisited: L'origen de Star Trek: la nova generació - Reel de gag de la primera temporada - Promoció de la primera temporada - Promocions episòdiques | DVD i Blu-ray - Visió general de la missió: primer any - Anàlisi de la tripulació seleccionada: primer any - Informació Departamental: Primer any: Producció - Informació departamental: Primer any: Missions memorables - Documental en tres parts: Inception, Launch, The Continuing Mission Només Blu-ray - Energized! portant la propera generació al següent nivell - Arxius de Star Trek: la nova generació: The Launch - Introducció a la sèrie (1987) - Stardate Revisited: L'origen de Star Trek: la nova generació - Reel de gag de la primera temporada - Promoció de la primera temporada - Promocions episòdiques |
| Dates de Llançament | | | |
| DVD | DVD | Blu-ray | Blu-ray |
| Regió 1 | Regió 2 | Estats Units (sense regió) | Regne Unit (sense regió) |
| 26 de març de 2002 12 de març de 2013 (primera reedició) 14 de juny de 2016 (second re-release) | 1 d'abril de 2002 22 de maig de 2006 (re-release) | 24 de juliol de 2012 | 27 d'agost de 2012 |